# Guemar (El Oued)
Guemar est une commune de la wilaya d'El Oued en Algérie. Elle est située dans le nord-est du Sahara algérien  et à 16 km au nord-ouest d'El Oued dans la région du Souf.

## Géographie

### Situation
Le territoire de la commune de Guemar est situé au nord-ouest de la wilaya d'El Oued, à 16 km au nord-ouest de El Oued.
| Reguiba | Hamraia  | Sidi Aoun         |
| Reguiba | Guemar   | Sidi Aoun         |
| Reguiba | Taghzout | Hassani Abdelkrim |

### Localités de la commune
La commune de Guemar est composée de 15 localités :
- Demitha
- Djedeïda
- El Houd
- Erg Souari Ghamra
- Gharbia
- Ghamra Centre
- Ghamra Nord
- Ghamra Sud
- Gour Debaa
- Guemar
- Mih Atia
- Miha Khalifa
- Miha Salah
- Hobba ELCharguia
- Ezzegob

### Transport
L'Aéroport d'El Oued - Guemar est situé sur le territoire de la commune de Guemar, la ville est reliée à la route nationale 48.
Des taxis ou des autocars sont disponibles vers Alger, Biskra, Ouargla, Touggourt, Annaba et Chlef.

## Histoire

Marabout à Guemar, au début du XXe siècle.

Guemar est probablement l'implantation la plus ancienne du Souf, celle qui avait le caractère le plus urbain. Elle  était la capitale religieuse de la région et comptait au XIXe siècle autant d'habitants qu'El Oued.
Lors de l'insurrection anti-coloniale de 1871, les insurgés ont attaqué la ville.

### Guerre civile algérienne
Le 29 novembre 1991, la caserne militaire de Guemar est attaquée par un groupe armé. 3 soldats sont tués et des armes sont dérobées par les assaillants. L’Algérie traverse alors une période de graves tensions avec la montée en puissance du mouvement islamiste (FIS) et sa possible victoire aux élections législatives de janvier.
L'attentat sera utilisé par les autorités militaires pour justifier un putsch de l'armée visant à empêcher une victoire du FIS (soupçonné d'avoir organisé l'attaque de la caserne), ce qui précipitera le basculement du pays dans la guerre civile.

## Démographie
Selon le recensement général de la population et de l'habitat de 2008, la population de la commune de Guemar est évaluée à 39 168 habitants contre 29 185 habitants en 1998, l'unité urbaine qui s'étend sur la commune de Taghzout compte 48 413 habitants. Elle est la cinquième commune la plus peuplée de la wilaya d'El Oued, et la deuxième unité urbaine.
L'oasis était un important centre d'émigration vers Nanterre en France.

## Économie

### Agriculture
L’agriculture est la principale activité de la région du Souf. La culture dominante est la pomme de terre, le tabac et le palmier-dattier dans les ghouts. Les ghouts sahariens fonctionnent comme un agro-système ;  pour faire venir l'eau, les Soufis excavent suffisamment le sable pour que l'épaisseur restante soit 2 m, puis plantent alors les palmiers dans le sol de façon qu'ils aillent puiser l'eau par leurs propres racines, c'est le principe de la culture Bour.
Les ghout de Guemar sont moins profonds que ceux d'El Oued, et sont tournées vers la culture du tabac. La commune produit également des arachides.

### Marché hebdomadaire
Un marché hebdomadaire (le Souk du Djoumouaa) a lieu chaque vendredi. C’est un marché forain éphémère qui regroupe les productions agricoles, artisanales de la région.

## Patrimoine

Guemar au début du XXe siècle.

Guemar dispose d'une vieille ville construite dans la tradition de la région du Souf, qui a gardé son cachet ancien.
La mosquée Tijaniyya de Guemar, construite en 1789, est l'une des anciennes mosquées de la confrérie Tijaniyya. Cette mosquée, dotée d'un style architectural propre à la région de Souf, comprend plusieurs colonnes larges soutenant des voûtes et des coupoles en demi-cylindre et en demi-sphères. A proximité de la mosquée, on retrouve la zaouïa où se réunissaient les disciples de la confrérie. Après le décès d'Ahmed Tijani, Sidi Hadj Ali Tamacini a dirigé ce lieu de culte.
En 1870, son fils et successeur, cheïkh Sidi Mohamed Laïd, a construit une autre mosquée de la zaouïa. Pour les travaux d'ornement, il avait fait appel à un sculpteur spécialisé en gravure sur le plâtre du Souf, Omar Gaga de Guemar. À la suite de ses travaux, les autorités coloniales ont sollicité ce dernier pour la décoration de la Grande Poste d'Alger.
La zaouïa de Sidi Salem est un autre lieu de culte situé au centre-ville. Son minaret domine la vieille ville.

## Personnalités
- Abdelkader El Yadjouri (1904-1991), personnalité de la réforme et de l'éducation en Algérie. Membre fondateur de l'Association des oulémas musulmans algériens, il a été arrêté plusieurs fois. Il a été également placé en résidence surveillée à Miliana entre 1940 et 1942, puis à Béni-Abbés où il s'est marié. Après l'indépendance, il a occupé plusieurs postes gouvernementaux au ministère des Waqfs et de l'Éducation nationale.
- Abou El Kacem Saâdallah, y est né 1930 et mort en 2013, est un homme de lettres et historien algérien
- Abdelaziz Khellef, y est né en 1944 est un haut fonctionnaire et ancien ministre algérien, directeur de cabinet du président Tebboune 2021-2023 [14],[15].,ministre d’Etat, conseiller auprès du Président de la République [16]